# Cucumis anguria
Cucumis anguria és una Cucurbitàcia que és originària d'Àfrica, però s'ha naturalitzat al Nou Món, i es conrea en molts llocs. És similar i té relació amb el cogombre comú (C. sativus).

## Descripció
Cucumis anguria és una herbàcia de tija prima. Fruites (4@–5 cm × 3@–4 cm). La superfície de les fruites és per de costum dura, amb diverses pues no perilloses ni dures. La carn interior és verda pàl·lida.

## Distribució
A pesar que s'ha naturalitzat en moltes parts del Nou Món, Cucumis anguria és originària sols d'Àfrica, als països següents: Angola; Botswana; la República Democràtica del Congo; Malawi; Moçambic; Namíbia; Sud-àfrica (KwaZulu-Natal, Limpopo, Mpumalanga); Eswatini; Tanzània; Zàmbia; i Zimbàbue.
Cucumis anguria s'ha naturalitzat en: Anguilla; Antigua i Barbuda; Austràlia (Queensland i Austràlia Occidental); Barbados; Brasil; Illes Caiman; Costa Rica; Cuba; República Dominicana; Equador; Guayana francesa; Granada; Guadalupe; Guatemala; Haití; Hondures; Jamaica; Madagascar; Martinica; Mèxic; Antilles Neerlandeses; Nicaragua; Panamà; Perú; Puerto Rico; Saint Lucia; Saint Vincent i les Grenadines; Surinam; els Estats Units (Califòrnia, Florida, Geòrgia, Massachusetts, Montana, Nova York, Oregon, Texas, Minnesota, Wisconsin i Washington); Veneçuela; i ambdues Illes Verges britàniques i americanes.
Cucumis anguria és també conreat, però no originari d'aquests llocs, a: Cap Verd; Illa de la Reunió; Senegal; i parts del Carib ja esmentats.
Cucumis anguria creix principalment (com a planta de cultiu) pel seu fruit comestible. El sabor és similar al cogombre comú. Els fruits són populars a la regió Nord-est i Nord del Brasil, on són un ingredient en la versió local de cozido (carn-i-estofat vegetal). 
Cucumis anguria ha estat utilitzat en medicina per tractar malalties de l'estómac.

## Plagues
Els cultius són susceptibles a atacs per fongs, i escarabats de cogombre.